# مونيك دي ويلت
مونيك دي ويلت (بالهولندية: Monique de Wilt)‏ هي القافزة بالزانة هولندية، ولدت في 31 مارس 1976 في سيرتوخيمبوس في هولندا.

## وصلات خارجية
- مونيك دي ويلت على موقع الاتحاد الدولي لألعاب القوى (الإنجليزية)